# ドイツの映画
ドイツ映画の歴史は、19世紀後半、映画史のかなり初期にまで遡ることが出来る。ドイツ映画界からは非常に多くの才能ある映画監督や俳優たちが生み出されてきた。

## 1918年以前
1895年11月1日、マックスとエミールのスクラダノウスキー兄弟は、二人が発明した映写機をベルリンで実演した。同年12月28日にパリでリュミエール兄弟がシネマトグラフを上映しており、スクラダノウスキー兄弟は彼らよりも早いことになる。ドイツにおける映画先駆者としては他にOskar MessterやMax Glieweや撮影監督のグイド・シーベルがいる。
初期にはシネマトグラフィは主に裕福な階層で注目を集めたが、その目新しさはすぐに薄れていった。しばらくして労働者や中流下層の人々向けに短編作品が作られるようになり、遊園地などで上映されるようになった。そのような作品が上映されるブースは軽蔑的にKintoppsと呼ばれた。芸術家肌の映画製作者たちはそういった風潮に対抗するように、文学作品をベースとしたより長い作品を制作するようになった。ドイツで初めての“芸術的な”作品は1910年ごろから製作されるようになり、1913年にはパウル・ヴェゲナーとシュテラン・ライの共同監督、グイド・シーベル撮影、マックス・ラインハルトの劇団の俳優たちが出演したエドガー・アラン・ポーの『プラークの大学生』が製作された。
すでに1914年より前には、多くの外国映画が輸入されるようになっていた。サイレント映画時代には言語の境界がなく、ドイツでは特にデンマーク映画とイタリア映画が人気であった。特定の俳優の姿をもっと見たいという観客の望みが映画スターを生み出していく。ドイツ映画史初期のスターにはヘンニ・ポルテン、デンマーク出身のアスタ・ニールセンなどがいる。また、人気映画の続きが見たいという要望から、連続ものの作品が作られ、特にミステリ映画が人気であった。フリッツ・ラングはこの分野からキャリアをスタートさせた。
第一次世界大戦の勃発に伴いフランス映画などのボイコットがはじまったが、それは市場との大きなギャップを生み出す結果となった。なぜなら1916年当時にはすでに2000以上の映画上映会場がドイツにあり、上映作品の不足からその他の出し物でカバーしなければいけない事態に陥ったからである。1917年、ドイツにおける映画産業の国営化のはじまりとしてウーファが設立され、新しいメディアは連合軍のプロパガンダを推進する効果的な手段として用いられるようになる。軍の保護の下、Vaterland 映画（祖国映画）と呼ばれるプロパガンダ映画が製作されるようになる。大衆はそれを受け入れ、ドイツ映画はヨーロッパ最大規模に成長していった。

## 1918年から1933年、ヴァイマル共和政下で
第一次世界大戦後すぐに、映画は大衆にとってファンタジー世界への逃避の手段となり、映画産業は好況期に入ったが、製作の予算は常に厳しく現場では節約を迫られていた。しかし、そういった状況や、当時ヨーロッパに満ちていた未来に対する期待などがドイツ表現主義の隆盛の要因となったといえる。表現主義映画はストーリーを語る際、写実主義ではなく象徴主義や比喩表現に依存していた。表現主義映画の始まりは、しばしば ロベルト・ヴィーネの『カリガリ博士』(1920)だといわれる。ドイツ表現主義において重要なその他の作品にはF・W・ムルナウの『吸血鬼ノスフェラトゥ』(1922)やカール・ベーゼとパウル・ヴェゲナーの『巨人ゴーレム』(1920)などがある。1920年代中頃に表現主義映画の動きは終焉したが、その後もアメリカのホラー映画やフィルム・ノワール、ヨーロッパのジャン・コクトーやイングマール・ベルイマン作品など、世界中の映画に影響を与え続けた。
ウーファは1921年に民営化され、1920年代には年間600本の映画を製作するなど、ドイツ映画界の大黒柱的存在となる。当時ベルリンには 230もの映画製作会社があった。しかし、もともとヴァイマル共和政下の経済が不安定であったため、映画産業も脆弱であった。映画製作費用はしばしば巨額になり（フリッツ・ラングの『メトロポリス』など）、映画製作会社の倒産や破産を引き起こすことも多かった。ウーファもアメリカのパラマウント映画やメトロ・ゴールドウィン・メイヤーと不利なパートナーシップを結ぶことを余儀なくされたが、1927年に愛国主義者の実業家アルフレート・フーゲンベルクに買収された。経済的困難があったもののウーファはエルンスト・ルビッチの『パッション』(1919)、フリッツ・ラングの『ニーベルンゲン』(1924)、F・W・ムルナウの『最後の人』など、多くの優れた作品を生み出した。1912年に設立され、後にウーファに吸収された大規模なスタジオFilmstudio Babelsbergでラングは『メトロポリス』を撮影し、ドイツ映画の基盤を築いた。
ヴァイマル共和政下では映画産業の発達に伴い、映画評論も1つの分野として発達し、ルドルフ・アルンハイムやバラージュ・ベーラ、ロッテ・アイスナーなどが現れた。
1920年代、表現主義の影響が薄れるにつれ、様々なジャンルやスタイルが発達していった。新即物主義に影響された映画は社会的なテーマやリアリズムに戻りはじめ、ゲオルク・ヴィルヘルム・パープストの『喜びなき街』(1925)や『パンドラの箱』(1929)などがヒット。新即物主義は更に堕胎や売春、同性愛、依存症といった当時スキャンダラスな題材を扱った作品を生み出す結果にもなった。対照的にこの時期、アーノルド・ファンクが先駆者となった山岳映画というジャンルが発達した。また、ロッテ・ライニガーやオスカー・フィッシンガー、ワルター・ルットマンといったアニメーターや映画監督は非常に活発に実験的作品を制作していた。ルットマンの実験的ドキュメンタリーBerlin: Die Sinfonie der Großstadt (1927)では、エネルギーに満ちた1920年代のベルリンを見ることが出来る。また、ヴァイマル時代の政治的見解が映画にも影響を与えた。オットー・ゲビュール(Otto Gebühr)がフリードリヒ2世を演じた愛国的な映画シリーズが1920年代を通じて製作され、新即物主義に影響された映画を退廃的だと批判した右翼層に支持された。
1920年代後半には、音声の到来によって、ヴァイマル共和政下での最後のドイツ映画の繁栄が到来した。音声付の作品はすぐにドイツ映画界に浸透し、1932年には音声設備付き映画館が3,800もあった。オーストリア人監督のジョセフ・フォン・スタンバーグの『嘆きの天使』 (1930) はドイツ映画で初めてのトーキー作品（ドイツ語と英語の両方で撮影された）であり、マレーネ・ディートリヒを国際的スターにした。その他の初期のトーキー作品にはパープストの『三文オペラ』(1931)、ラングの『M』(1931)などがある。ベルトルト・ブレヒトは共産主義を支持する映画『クーレ・ヴァムペ』(Kuhle Wampe)(1932)にも関わっているが、この作品は公開後に上映禁止となった。

## 1933年から1945年まで、第三帝国下で
ヴァイマル共和制の元の経済的・政治的不安により、多くの映画監督や俳優たちはドイツを離れ、特にアメリカに移っていった。エルンスト・ルビッチは1923年にハリウッドに移り、ハンガリー生まれのマイケル・カーティスは1926年に移った。1933年にナチ党が政権をとってから、流出は更に拡大していく。約1,500人もの映画監督・プロデューサー・俳優・その他の映画製作者たちが移住していったとみられている。その中にはウーファのトップであったプロデューサーのエリッヒ・ポマー、女優のマレーネ・ディートリヒ、俳優のピーター・ローレ、映画監督のフリッツ・ラングなどがいる。ラングのドイツ脱出は有名である。ラングの『メトロポリス』を見たヨーゼフ・ゲッベルスは自分のプロパガンダ映画製作チームのリーダーに是非なって欲しいとラングに申し入れたと言われ、ユダヤ系だったラングはその日のうちに一人でフランスに逃れたという。多くの将来有望と見られていた若手監督たちもアメリカに逃れ、ハリウッドでその才能を発揮し、アメリカ映画界に大きな影響を及ぼした。1930年代にユニバーサル映画が量産したホラー映画の多くは、そういったドイツ人監督（カール・フロイント、ヨーエ・マイ、ロバート・シオドマク等）の作品であった。映画監督のエドガー・ウルマーやダグラス・サーク、オーストリア人脚本家(後に映画監督になった)のビリー・ワイルダーなどもナチ政権を逃れてアメリカに移住し、ハリウッドで成功した。しかしナチに迫害された映画人すべてが逃れた訳ではなく、例えば俳優・映画監督であったクルト・ゲルンは強制収容所で亡くなった。彼はガス室に送られる直前に「強制収容所の素晴らしい環境」を宣伝する映画を作らされており、それが遺作となった。
ナチが政権を取ってから数週間後の1933年3月、アルフレート・フーゲンベルクはユダヤ系の社員を解雇してウーファを一変させた。同年6月、ナチ党は帝国映画院（Reichsfilmkammer）を設立、ユダヤ系や外国人を排除して映画業界をコントロールするようになる。強制的同一化 (Gleichschaltung) のプロセスの一環として、ドイツのすべてのプロダクションはゲッベルス管轄下の国民啓蒙・宣伝省に属する帝国映画院の下に置かれ、映画産業に従事するすべての人々はReichsfachschaft Filmのメンバーでなければならなくなった。アーリア系でない映画人や、政治的また個人的にナチに受け入れられなかった映画人は業界から締め出されることになる。これによって約3,000 名が影響を受けたと見られている。加えて、ジャーナリストたちも宣伝省の下に組織されることになり、結果として1936年には映画批評は禁止され、Filmbeobachtung（「映画報告」）に取って変わられた。ジャーナリストたちは映画の内容をリポートすることだけを認められ、作品にいかなる評価を下すことも出来なくなってしまった。
ドイツ映画産業は全体主義に飲み込まれ、いかなる映画もナチ体制と調和していなければ製作することは出来なくなる。しかしながら、反ユダヤのプロパガンダ作品 - 興行的に失敗した1940年の『永遠のユダヤ人』や、ドイツだけでなくヨーロッパ中で成功を収めた『ユダヤ人ジュース』- もあるにはあったが、大半のドイツ映画はエンターテインメントの要素が強かった（もちろん、国家への服従や総統の理念（指導者原理、Führerprinzip）といった「ドイツ的価値観」を人々に植え付ける工夫はされていた）。1936年から外国映画の輸入が制限されるようになり、1937年に国営化された業界はその埋め合わせをしなければいけなくなる。第二次世界大戦の末期になるにつれ、次第に濃くなるドイツの敗色から大衆の目をそらせることが出来る映画はヒトラーの政府にとって更に重要になってくる。戦時中に最もヒットした映画『Die große Liebe』(1942)と『希望音楽会』(1940)は、両方ともミュージカル要素と愛国的プロパガンダを含んだ戦時中のロマンスものであった。また、初期のカラー作品であったコミカルなミュージカル映画『Frauen sind doch bessere Diplomaten』 (1941)やヨハン・シュトラウス2世のオペレッタの映画化作品『Wiener Blut』(1942)なども人気を博した。一般大衆を楽しませ、かつプロパガンダも促進できる映画は国家にとって重要な道具となっていた。
この時代、多くの才能ある映画人の流出や政治的制約にもかかわらず、アグファカラー (Agfacolor)の導入に代表される映画技術や芸術性の進展が見られた。その代表的な人物はレニ・リーフェンシュタールである。リーフェンシュタールの作品 - 1934年にニュルンベルクで開かれた全国党大会を納めたドキュメンタリー『意志の勝利』(1935)と、1936年夏のベルリンオリンピックに関するドキュメンタリー『オリンピア』(1938) – はカメラワークが優秀な作品であり、後の世代に大きな影響を与えた。しかし双方の作品、特に『意志の勝利』はナチを賞賛する作品として、現在でも問題視されている作品である。

## 戦後の復興
第二次世界大戦後の占領と復興は、ドイツ経済全体に大きな変化をもたらした。ウーファの株は連合国に没収され、解体の過程で映画製作のライセンスは小規模な製作会社に分割されていった。1949年に施行された占領法(Occupation Statute)の影響で、ドイツ映画を保護するために外国映画輸入に制限を課すことが禁止されたが、これはMPAAを代表とするアメリカ映画界からの圧力があったためである。
荒廃した状況の中では驚くべき事ではないが、戦時中に比べて1945年の観客動員数は落ち込んだ。この時期、ドイツ国民は初めて自由に他国の映画に触れることが出来るようになり、特にチャップリンの作品は人気であった。しかしながら、1940年代から1950年代に入るまで、ドイツ国内におけるドイツ映画のシェアは依然高く、市場の40%ほどはドイツ映画で占められており、アメリカ映画は30%ほどであった。
戦後すぐに製作された多くのドイツ映画はTrümmerfilm (rubble film)というジャンルに分類される。それらの作品はネオリアリズモ、特にロベルト・ロッセリーニの『ドイツ零年』(1948)を含む3部作と密接な関係にあり、当時の荒廃したドイツで暮らす人々の日常や、ナチス時代に起こった出来事（解放された強制収容所の映像が一般大衆に初めて公開された）を扱っていた。そういった作品には戦後初のドイツ映画であるヴォルフガング・シュタウテの『Die Mörder sind unter uns』 (The Murderers are among us) (1946)、ヴォルフガング・ボルヒュルトの戯曲をヴォルフガング・リーベンアイナーが映画化した『Liebe 47』 (Love 47) (1949)などがある。

## 西ドイツの映画

### 1950年代
西ドイツでは1952年のテレビの誕生にもかかわらず、映画館の観客動員数は1950年代を通じて増加していった。この時代を特徴付けるジャンルとしてHeimatfilmは欠かすことが出来ない。このジャンルの作品はしばしばバイエルン、オーストリアもしくはスイスの山岳地帯や田園地帯が舞台になっており、愛や家族に関する道徳的な物語が綴られていく。こういった作品は、当時の映画批評家たちから関心が払われることはほとんどなかったが、現在では「経済の奇跡」（Wirtschaftswunder、西ドイツの急速な戦後復興）下での西ドイツ文化を知る目的で研究されている。その他、この時期に人気のあったジャンルには、オペレッタの映画化、病院でのメロドラマ物、コメディやミュージカルがある。ウーファの初期作品のリメイク映画も多かった。
1955年のドイツ連邦軍の再軍備により、第二次世界大戦時の勇気ある兵士たち（政治にはあまり関与していない）を描写した戦争映画が人気を博すようになった。また、反ヒトラーを唱えた軍人たちに関する映画も製作された。
1950年代、ドイツ映画は本国では盛んに作られ人気を博し、戦後の黄金期を迎えた。しかし、当時の日本では戦前のドイツ映画に比べ「復興が遅れている」「低迷期」と見なされ、60年代にかけての公開数はかなり少なかった。しかしながらオーストリア出身の元スキー選手トニー・ザイラー主演の娯楽映画と主題歌は爆発的なヒットを記録し、ザイラーを招いた日本映画も作られた。また当時少女から老人まで絶大な人気があったウィーン少年合唱団を主題にした映画もヒットしている。このようにハリウッドのスターには無い特別な魅力を持つ俳優や抜群の人気と知名度を誇る集団に関する映画、あるいはオールドファン向けのウーファ映画のリメイク以外の大半が未公開に終わり、現在も正当な評価をされるまでには至っていない。それでも、ベルリン国際映画祭金熊賞（グランプリ）を受賞した『Die Ratten』（日本未公開。1955年）、アメリカのアカデミー外国語映画賞にノミネートされた『Der Hauptmann von Köpenick』（日本未公開。英語題名『The Captain from Kopenick』。1956年）、『Helden』（日本未公開。英語題名『Arms and the Man』。1958年）、ベルンハルト・ヴィッキ監督の『橋』（1959年）などや、後年にわたり俳優の（順不同）ヒルデガルト・クネフ、ロミー・シュナイダー、ホルスト・ブッフホルツ、マリア・シェル（別々の作品でカンヌ国際映画祭 女優賞、ヴェネツィア国際映画祭 女優賞受賞）、ハーディ・クリューガー、マクシミリアン・シェル（アカデミー主演男優賞受賞）、カールハインツ・ベーム、ゲルト・フレーベ、ナージャ・ティラー、ワルター・ギラー、ハンネス・メッセマー、クルト・ユルゲンス、ヨアヒム・ハンゼン、リゼロッテ・プルファー、カリン・ドール、マリアンネ・コッホ、ペーター・ファン・アイク、クリスティーネ・カウフマン、オスカー・ウェルナー（アカデミー主演男優賞ノミネート）、マリア・ペルシー、エルケ・ソマー、マリオ・アドルフ、センタ・バーガーら、いくつかの映画や映画監督、俳優たちは国際的にも活躍した。
また、上記の俳優たちはドイツ語圏人でありドイツ映画の出演も多いにもかかわらず、日本では公開数の少なさからドイツ映画での活躍はあまり話題に上らず、「クリスティーネ・カウフマン＝『非情の町』、ロミー・シュナイダー＝『ルートヴィヒ』『夕なぎ』『離愁』、マリア・シェル＝『居酒屋』『白夜』、ハーディ・クリューガー＝『シベールの日曜日』『バリー・リンドン』、ホルスト・ブッフホルツ＝『荒野の七人』『ライフ・イズ・ビューティフル』、マクシミリアン・シェル＝『ニュールンベルグ裁判』『ジュリア』、カリン・ドール＝『アルフレッド・ヒッチコックのトパーズ』『007は二度死ぬ』、マリアンネ・コッホ＝『荒野の用心棒』、オスカー・ウェルナー＝『突然炎のごとく』『華氏451』『さすらいの航海』、エルケ・ソマー＝『暗闇でドッキリ』、ペーター・ファン・アイク＝『恐怖の報酬』、ヒルデガルト・クネフ＝『ビリー・ワイルダーの悲愁』、ゲルト・フレーベ＝『素晴らしきヒコーキ野郎』『007 ゴールドフィンガー』『史上最大の作戦』『パリは燃えているか』」などのように、（日本では）ドイツではない外国作品で知名度を得たり、代表作として現在も語られている、という現象が起きている。

### 1960年代
それまで伸びていた動員数が1950年代の終わりから頭打ちになり、1960年代には急激な減少を見る。1969年、西ドイツにおける年間の観客動員数は172.2百万人で、これは1956年の動員数の4分の1にも満たない。結果として多くの製作会社や配給会社が倒産し、また多くの映画館が閉鎖となった。1960年代の10年間で映画館の数は半分になってしまった。
当初、動員数の減少は生産過剰のためだと批判されていたため、ドイツ映画業界は製作数を減らしていった。1955年には123本の映画が製作されたが、1965年には65本になった。しかし、問題は経済的また社会的な変化によるもので、根はもっと深いものであった。連邦共和国の国民平均収入は急激に増加し、それが映画とは別の種類の娯楽への扉となった。また、テレビが映画に匹敵するほどのマスメディアに成長している時期でもあった。1953年、西ドイツにはテレビは1万台しかなかったが、1962年には7百万台にまで増えていた。
1960年代のドイツ映画作品はほとんどジャンル映画であった。この時期に人気のあった作品にはカール・マイ原作でピエール・ブリス主演の西部劇シリーズやスリラー映画、犯罪映画、エドガー・ウォーレス原作でクラウス・キンスキーやハインツ・ドラッヘ、ヨアヒム・フックスベルガーが出演したシリーズ、ソフトコアポルノやエクスプロイテーション映画などがあった。

### ニュー・ジャーマン・シネマ
ドイツにおける芸術や映画の停滞に対抗するように、1962年2月28日、ある一群の若手映画監督達が「オーバーハウゼン宣言」（Oberhausen Manifesto）を発表した。メンバーであったアレクサンダー・クルーゲ、エドガー・ライツ、ペーター・シャモーニーなどは"Der alte Film ist tot. Wir glauben an den neuen." ("古い映画は死んだ。我々は新しい映画を信じる。)と宣言した。フォルカー・シュレンドルフ、ヴェルナー・ヘルツォーク、ジャン＝マリー・ストローブ、ヴィム・ヴェンダース、ハンス・ユルゲン・ジーバーベルク、ライナー・ヴェルナー・ファスビンダーなどの若手監督もこの宣言に同調し、既存の映画産業を否定し、商業的に成功する作品というよりも、芸術性に重きを置いた新しいドイツ映画を作り上げる活動を始めた。
1965年、資金面でニュー・ジャーマン・シネマを支援するために内務省の下にKuratorium Junger Deutscher Film (Young German Film Committee)が設立された。ニュー・ジャーマン・シネマの監督たちは既存のスタジオ等と手を組むことを拒否していたため、テレビ局から資金提供を得ることが多かった。若い監督達はそういった環境の中でドキュメンタリーやテレビシリーズで活躍していった。しかし、放送局は彼らの映画作品をテレビで放映し、後に劇場公開するという形になってしまったため、興行的に見ると成功しなかった。
その状況は1974年にドイツ公共放送連盟 (ARD)、第2ドイツテレビ (ZDF)、German Federal Film Boardといった主要なテレビ局の間でFilm-Fernseh-Abkommen (Film and Television Accord) が設定されて変わっていく。この協定の元、映画作品がテレビで放映されるのは劇場公開から24ヵ月後となった。一方、ビデオやDVDは公開の6ヵ月後に発売することが出来る。その結果、ニュー・ジャーマン・シネマの作品たちはテレビで放映される前に劇場で上映され、興行成績を上げることが出来るようになった。
ニュー・ジャーマン・シネマの動きは、ヴァイマル共和政後期の繁栄以来はじめてドイツ映画の評価を国際的に高めるものとなった。クルーゲの『昨日からの別れ』(1966)、ヘルツォークの『アギーレ 神の怒り』(1972)、ファスビンダーの『Fear Eats the Soul』(1974)や『マリア・ブラウンの結婚』(1979)、ヴェンダースの『パリ、テキサス』(1984)は国際的に高い評価を得た。こういった映像作家達は、ドイツ国内よりも海外でまず評価されることが多かった。戦後ドイツの代表的な小説家であるハインリヒ・ベルやギュンター・グラスなどの作品が映画化され、『カタリーナ・ブルームの失われた名誉』(1975) (シュレンドルフとマルガレーテ・フォン・トロッタの共同監督) や『ブリキの太鼓』(1979) (シュレンドルフ監督)が製作された。特に『ブリキの太鼓』はドイツ映画として初めて アカデミー外国語映画賞を受賞した。また、ニュー・ジャーマン・シネマの時代には多くの女性監督が現れ、フォン・トロッタ、ヘルマ・サンダース・ブラームスやヘルケ・ザンダーなどが活躍した。

### 1980年代
映画産業への公的予算の提供や、ドイツ映画の国際的な地位を高めるなど、ある程度の目的を達したニュー・ジャーマン・シネマは（支持者たちはそれぞれ個人的に成功していたものの）、1980年代にその力を弱めていった。
1980年代にヒットした作品には、コメディアンのオットー・ヴァールケスのシリーズ、ウォルフガング・ペーターゼンの『ネバーエンディング・ストーリー』(1984)、ドイツ映画史上最多のアカデミー賞6部門にノミネートされた『U・ボート』(1981)などがある。1980年代に活躍した映画監督にはベルント・アイヒンガー、ドーリス・デリエ、ウーリ・エーデル、ヴィッコ・フォン・ビューロウ（ロリオ）などがいる。
主流から外れたところでは、スプラッター映画監督のユルグ・ブットゲライト、実験映画監督のヴェルナー・ネケスやクリストフ・シュリンゲンズィーフは1980年代に現れた。1970年代から続いていたアート系映画(Programmkinos)の発達が、こういったマイナーな映画監督の活躍の場を提供している。
1980年代半ばからビデオカセットが普及しはじめ、RTLテレビジョンといったテレビ局も開局し、映画産業にとって手ごわい競争相手となった。映画館の観客動員数は、それまで最低であった1976年の1億1510万人から更に減少し、1989年には1億160万人となった。しかし、そういったテレビ局が映画産業に資金を提供するようになり、後に映画産業へと移っていく新しい才能の発射台ともなっていった。

## 東ドイツの映画
東ドイツ領には、当時ソ連占領地区に残っていたウーファのスタジオなどの映画産業に関する基盤があり、西ドイツと比べると、映画製作は順調なスタートを切ることが出来た。ソ連の関係者は、映画産業を再び振興させることに熱心であり、ドイツ降伏のわずか3週間後の1945年5月にはベルリンの映画館を再開するように命じた。1946年5月に製作会社 「DEFA」が設立され、1945年10月にソ連軍占領当局によって押収されていた映画関連施設を引き継ぐことになる。名目上は株式会社であったが、DEFAの株の大半はドイツ民主共和国 (GDR) の第一党となっていたドイツ社会主義統一党 (SED)が持っており、社会主義を称揚し、非ナチ化を推し進めるという目的があった。
DEFAは約900本の長編映画、約800本のアニメ映画、3000本以上のドキュメンタリー映画や短編映画を製作した。DEFAの初期において、映画製作は厳しい監視下に置かれ、その内容は社会主義を推進するようなものに制限されていた。ニュース映画と教育映画を除き、1948年から1953年の間に50本の映画しか撮影されなかった。しかし、次第に様々なジャンルの映画が多く製作されるようになっていく。DEFAは特に『灰かぶり姫の三つの願い』(1973)といった子供向けのファンタジー映画を特徴としたが、他にも『金星ロケット発進す』(1960)といったSF映画、スタニスワフ・レムの小説を脚色した西部劇（アメリカの西部劇と違い、ネイティブ・アメリカンが主人公）『The Sons of the Great Mother Bear』(1966)なども製作した。こういった作品はワルシャワ条約機構に属するほかの国と共同制作されることとも多かった。
他にDEFA製作の映画としてはハインリヒ・マン原作でヴォルフガング・シュタウテ監督の『臣民』(1951)、クリスタ・ヴォルフの小説の映画化作品、フランク・バイヤーがユーレク・ベッカー作品を映画化した『嘘つきヤコブ』(1973)、東ドイツ映画として唯一オスカーにノミネートされた『パウルとパウラの伝説』(1973)などがある。
ドイツ民主共和国において、映画産業は常に国の政情に左右されていた。例えば1950年代、ヴァイマール時代の共産主義指導者エルンスト・テールマンはいくつかの映画で聖人のような扱いをされたが、1960年代になって映画製作者たちはあからさまなスターリニズム的アプローチからは次第に離れていった。しかし、彼らがドイツ社会主義統一党の政治家たちの気まぐれに振り回されることに変わりはなかった。
1970年代後半、アンゲーリカ・ドムレーゼ、エヴァ＝マリア・ハーゲン、カタリナ・タルバッハ、ヒルマール・ターテ、アーミン・ミューラー＝スタールなど、多くの映画人が仕事上の制約を嫌って西に逃れた。
ドイツ民主共和国の後期、外国映画の配給が広がっていき、結果としてDEFAの重要性は薄れていった。ドイツ再統一に続き、1992年にDEFAは国有資産の民有化を進める信託組織「Treuhand」に売却され、映画アーカイブなどの知的資産は非営利団体である DEFA-Stiftungに引き継がれ、その後はプログレスフィルム（Progress Film）が配布、ディジタル化などを行なっている。

## 現在のドイツ映画
現在、ドイツにある主要な映画製作会社にはコンスタンティン・フィルム（Constantin Film）、スタジオ・ハンブルク（Studio Hamburg）、UFA Fernsehproduktionなどがある。同言語同民族国であるオーストリア、スイス（一部フランス語地区、イタリア語地区もあり）との合作も多く、非常に活況を呈している。芸術性を追求した作品だけでなく、質の高い娯楽作品もコンスタントに製作されている。
近年公開されたトム・ティクヴァ監督の『ラン・ローラ・ラン』やヴォルフガング・ベッカーの『グッバイ、レーニン!』、ファティ・アーキンの『愛より強く』、オリヴァー・ヒルシュビーゲルの『ヒトラー 〜最期の12日間〜』、アカデミー外国語映画賞を受賞したフロリアン・ヘンケル・フォン・ドナースマルクの『善き人のためのソナタ』などは、刺激的で革新的なニュー・ジャーマン・シネマの時代を思い起こさせる。『ヒトラー 〜最期の12日間〜』、『善き人のためのソナタ』、『白バラの祈り ゾフィー・ショル、最期の日々』、『ドレスデン、運命の日』、『ヒトラーの贋札』などは、全体主義下にあった20世紀ドイツの歴史を再検証している作品と言える。
ドイツで活躍する監督としては他にゼーンケ・ヴォルトマン、カロリーヌ・リンク、ハルン・ファロッキ、ハンス・クリスチャン・シュミット、クリスティアン・ペツォルト、トーマス・アルスラン、アンドレアス・ドレーゼン、ウルリッヒ・ケーラー、ウルリッヒ・ザイドル、セバスチャン・スキッパー、ミヒャエル・ヘルビヒなどがいる。